# Aquel Cabo (La Coruña)
Aquel Cabo (en gallego y oficialmente, Aquelcabo) es una aldea española situada en la parroquia de Villantime, del municipio de Arzúa, en la provincia de La Coruña, Galicia.

## Demografía
| Gráfica de evolución demográfica de Aquel Cabo entre 2000 y 2018 |
|                                                                  |
| Datos según el nomenclátor publicado por el INE.                 |